# 卡特琳·劳德鲁普-杜福尔
卡特琳·劳德鲁普-杜福尔（丹麥語：Cathrine Laudrup-Dufour，1992年1月2日—），丹麦女子马术运动员，2022年世界马术锦标赛团体盛装舞步赛金牌得主、2024年夏季奥林匹克运动会团体盛装舞步赛银牌得主。